# Lotophila confusa
Lotophila confusa is een vliegensoort uit de familie van de mestvliegen (Sphaeroceridae). De wetenschappelijke naam van de soort is voor het eerst geldig gepubliceerd in 1988 door Norrbom and Marshall.